# Maths Nilsson (författare)
Maths Sven Nilsson, född 9 juni 1970, är en svensk kemist, författare och klimatdebattör.

## Biografi
Nilsson är född i Kalmar och uppvuxen i Färjestaden på Öland. Efter studier i kemi vid Lunds universitet med en mastersexamen i organisk kemi 1995 har han under många år arbetat inom läkemedelsindustrin i Södertälje.
År 2011 debuterade Nilsson med boken Själseld i genren magisk realism, som beskrevs som "en spännande förbannelsehistoria som kryddas med mycket fina skildringar från Öland". År 2013 gav han ut Minotauros tårar som är en roman om brott och straff med två män på var sin sida om en makaber krigsförbrytelse, inspirerad av verkliga händelser under Nazitysklands ockupation av Kreta som Massakern i Kondomari(en) och Massakern i Viannos(en). Tidningen Kulturen beskrev boken som spännande och välskriven med många bottnar, med påträngande angelägna frågeställningar och extra djup av det historiska perspektivet.
År 2017 gav han ut boken Tvivel - En bok om faktaförvirring. Boken redogör för historien bakom flera klassiska miljöfrågor som klimathotet, surt regn och skogsdöden på åttiotalet, DDT, ozonhålet samt alla de kemikalier vi numera omger oss med. I samtliga dessa frågor finns en problematik med polarisering och ifrågasättande, där vetenskapliga fakta ställs emot ekonomiska intressen, ideologiska ståndpunkter och känslor.

### Klimatdebatt
Nilsson driver sedan flera år en blogg om klimatfrågor där han bland annat bemöter debattörer och forum som Elsa Widding, Lars Bern, SwebbTv, Klimatupplysningen, Bjørn Lomborg med flera.
År 2021 gav han ut Spelet om klimatet: vem kan man lita på i klimatdebatten. Boken beskrevs av Anders Wijkman som "en bedrift i en tid då fake news och ifrågasättandet av kunskap har fått allt större utrymme. Maths visar hur skrupelfria krafter satt desinformation och förvanskning av fakta i system för att förvirra oss alla, och därmed försenat nödvändiga politiska beslut".